# Europese kampioenschappen openwaterzwemmen 2022
De Europese kampioenschappen openwaterzwemmen 2022 werden van 18 tot en met 21 augustus 2022 gehouden in Lido di Ostia, Rome, Italië. Het toernooi was onderdeel van de Europese kampioenschappen zwemsporten 2022.

## Programma
| Onderdeel       | Augustus | Augustus | Augustus | Augustus | Augustus | Augustus | Augustus |
| Onderdeel       | 18       | 19       | 20       | 21       |          |          |          |
| --------------- | -------- | -------- | -------- | -------- | -------- | -------- | -------- |
| 5 km (m)        | Goud     |          |          |          |          |          |          |
| 10 km (m)       |          | Goud     |          |          |          |          |          |
| 25 km (m)       |          |          | Goud     |          |          |          |          |
|                 |          |          |          |          |          |          |          |
| 5 km (v)        |          | Goud     |          |          |          |          |          |
| 10 km (v)       | Goud     |          |          |          |          |          |          |
| 25 km (v)       |          |          | Goud     |          |          |          |          |
|                 |          |          |          |          |          |          |          |
| Landenwedstrijd |          |          |          | Goud     |          |          |          |
| Totaal          | 2        | 2        | 2        | 1        |          |          |          |

## Medailles

### Mannen
| Onderdeel | Goud                                           | Goud                                           | Zilver                                         | Zilver                                         | Brons                                          | Brons                                          |
| --------- | ---------------------------------------------- | ---------------------------------------------- | ---------------------------------------------- | ---------------------------------------------- | ---------------------------------------------- | ---------------------------------------------- |
| 5 km      | Gregorio Paltrinieri Italië                    | 52.13,5                                        | Domenico Acerenza Italië                       | 52.14,2                                        | Marc-Antoine Olivier Frankrijk                 | 52.20,8                                        |
| 10 km     | Domenico Acerenza Italië                       | 1:50.33,6                                      | Marc-Antoine Olivier Frankrijk                 | 1:50.37,3                                      | Logan Fontaine Frankrijk                       | 1:50.39,1                                      |
| 25 km     | Geannuleerd wegens slechte weersomstandigheden | Geannuleerd wegens slechte weersomstandigheden | Geannuleerd wegens slechte weersomstandigheden | Geannuleerd wegens slechte weersomstandigheden | Geannuleerd wegens slechte weersomstandigheden | Geannuleerd wegens slechte weersomstandigheden |

### Vrouwen
| Onderdeel | Goud                                           | Goud                                           | Zilver                                         | Zilver                                         | Brons                                          | Brons                                          |
| --------- | ---------------------------------------------- | ---------------------------------------------- | ---------------------------------------------- | ---------------------------------------------- | ---------------------------------------------- | ---------------------------------------------- |
| 5 km      | Sharon van Rouwendaal Nederland                | 56.58,7                                        | María de Valdés Spanje                         | 57.00,2                                        | Giulia Gabbrielleschi Italië                   | 57.00,3                                        |
| 10 km     | Leonie Beck Duitsland                          | 2:01.13,4                                      | Ginevra Taddeucci Italië                       | 2:01.15,2                                      | Angélica André Portugal                        | 2:01.16,4                                      |
| 25 km     | Geannuleerd wegens slechte weersomstandigheden | Geannuleerd wegens slechte weersomstandigheden | Geannuleerd wegens slechte weersomstandigheden | Geannuleerd wegens slechte weersomstandigheden | Geannuleerd wegens slechte weersomstandigheden | Geannuleerd wegens slechte weersomstandigheden |

### Gemengd
| Onderdeel       | Goud                                                                          | Goud    | Zilver                                                            | Zilver  | Brons                                                                        | Brons     |
| --------------- | ----------------------------------------------------------------------------- | ------- | ----------------------------------------------------------------- | ------- | ---------------------------------------------------------------------------- | --------- |
| Landenwedstrijd | Italië Rachele Bruni Ginevra Taddeucci Gregorio Paltrinieri Domenico Acerenza | 59.43,1 | Hongarije Réka Rohács Anna Olasz Dávid Betlehem Kristóf Rasovszky | 59.53,9 | Frankrijk Madelon Catteau Aurélie Muller Logan Fontaine Marc-Antoine Olivier | 1:00.08,3 |

### Medaillespiegel
| Plaats | Land      | Goud | Zilver | Brons | Totaal |
| 1      | Italië    | 3    | 2      | 1     | 6      |
| 2      | Duitsland | 1    | 0      | 0     | 1      |
| 3      | Nederland | 1    | 0      | 0     | 1      |
| 4      | Frankrijk | 0    | 1      | 3     | 4      |
| 5      | Hongarije | 0    | 1      | 0     | 1      |
| 6      | Spanje    | 0    | 1      | 0     | 1      |
| 7      | Portugal  | 0    | 0      | 1     | 1      |
| Totaal | Totaal    | 5    | 5      | 5     | 15     |

Klifduiken · 
Langebaanzwemmen · 
Openwaterzwemmen · 
Schoonspringen · 
Synchroonzwemmen